# حصار (چاپشلو)
حصار، روستایی از توابع بخش چاپشلو شهرستان درگز در استان خراسان رضوی ایران است.

## جمعیت
این روستا در دهستان میانکوه (درگز) قرار دارد و براساس سرشماری مرکز آمار ایران در سال ۱۳۸۵، جمعیت آن ۳۰۱ نفر (۶۶ خانوار) بوده‌است.